# PRIDE Fighting Championships
PRIDE Fighting Championships (kortweg PRIDE of PRIDE FC) was een MMA-organisatie uit Japan. Haar eerste evenement werd gehouden in de Tokyo Dome op 11 oktober 1997. PRIDE werd als de populairste MMA-organisatie in de wereld beschouwd; het PRIDE Final Conflict 2003-evenement trok meer dan 67.000 bezoekers. Het grootste aantal bezoekers haalde ze in samenwerking met K-1 tijdens Shockwave/Dynamite, in augustus 2002.
De organisatie hield meerdere evenementen en vanaf 2000 jaarlijks de World Grand Prix. Tijdens deze GP, opgedeeld in drie fasen, streden zestien vechters om de hoogste plaats. Vanaf 2003 werd de Bushido-serie georganiseerd, waar lichtere vechters aan deelnamen. PRIDE The Best werd in 2002 gehouden, waar acht strijders aan deelnamen.
In 2007 werd PRIDE FC gekocht door een eigenaar van een andere MMA-organisatie, de Ultimate Fighting Championship (UFC). Na de overname werd PRIDE FC praktisch opgeheven.

## Gevechten

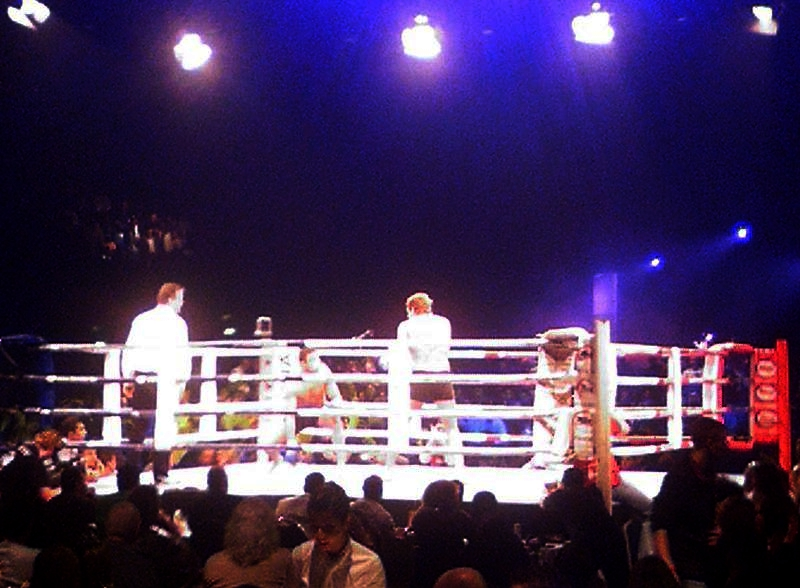
Alexander Emelianenko (r) in gevecht tijdens PRIDE & HONOR 2006

### Regels
Daar vechters van verschillende disciplines als bijvoorbeeld karate en judo tegenover elkaar komen te staan, heeft de organisatie eigen regels opgesteld. Deze regels komen grotendeels overeen met het Amerikaanse Ultimate Fighting Championship. De grootste verschillen zijn:
- Er wordt gevochten in een vierkante ring van 7 bij 7 meter.
- Het schoppen, knietje geven tegen het hoofd en stompen van een tegenstander die op de grond ligt is toegestaan.
- Er mogen geen stoten uitgedeeld worden met de elleboog.

### Gewichtsklassen
PRIDE heeft geen indeling naar gewichtsklassen, een vechter kan iedere andere vechter met welk gewicht dan ook uitdagen. Wel worden de prijzen opgedeeld naar gewichtsklassen.

### Tijdsduur
De gevechten nemen drie rondes in beslag. De eerste ronde duurt tien minuten, de tweede en derde ronde duren ieder vijf minuten. De rustpauzes duren twee minuten. De Bushido-serie en vechters die in een tournament al eerder gevochten hebben, kennen geen derde ronde.

## Vechters

##### Voormalig Pride-kampioenen en Pride-toernooiwinnaars
- Fedor Emelianenko
- Mirko Filipović
- Antônio Rodrigo Nogueira
- Maurício Rua
- Quinton Jackson
- Mark Coleman
- Wanderlei Silva
- Dan Henderson
- Kazuo Mizaki
- Takanori Gomi

##### Andere noemenswaardige vechters
- Igor Vovchanchyn
- Kazushi Sakuraba
- Antonio Rogério Nogueira
- Alistair Overeem
- Ricardo Arona
- Mark Hunt
- Kazuhiro Nakamura
- Aleksandr Emelianenko
- Josh Barnett
- Sergei Kharitonov
- Rickson Gracie
- Hidehiko Yoshida

## PRIDE in Nederland
Too hot to handle (2H2H) organiseerde zes maal een Muay-thai- en kickboksgala in de Ahoy' te Rotterdam. In 2006 werd een samenwerking aangegaan met PRIDE. Verschillende wereldberoemde vechters betraden de ring tijdens PRIDE & HONOR 2006.